# 安孫子信
安孫子信（あびこ・しん1951年12月12日―）は、日本の哲学者。専門はフランス哲学および思想史で、特にベルクソンやオーギュスト・コントの研究で知られる。

## 略歴
1951年北海道札幌市に生まれる。1976年京都大学文学部哲学科卒業。1980年京都大学大学院文学研究科修士課程修了。その後、1989年法政大学文学部専任講師、1992年同助教授、1996年同教授。2022年に法政大学を退職し、現在は法政大学名誉教授。その間、日仏哲学会の機関誌『フランス哲学・思想研究』編集委員長や会長を歴任。また法政大学国際日本学研究所所長やベルクソンをめぐる国際協働研究の責任者を務めたりしている。

## 業績
（編著・共編著）
- 『ベルクソン読本』（2006年，法政大学出版局）（ISBN 978-4-588-15044-9）[5]
- Disséminations de l’évolution créatrice de Bergson (2012, Georg Olms Verlag, ISSN 1613-7388, ISBN 978-3-487-14772-7)
- Annales bergsonennes VI Bergson, le Japon, la catastrophe (2013, Epiméthée, PUF, ISSN 0768-0708, ISBN 978-2-13-061763-1)
- 『デカルトをめぐる論戦』（2013年，京都大学学術出版会）
- 『La réception et la résistance-la vie selon les sciences occidentales et le Japon / 受容と抵抗―西洋科学の生命観と日本 』（2015年、国際日本学研究叢書22、法政大学国際日本学研究所）（ISBN 9784876982646）
- Tout ouvert : l’évolution créatrice en tous sens (2015, Georg Olms Verlag, ISSN 1613-7388, ISBN 978-3-487-15358-2)
- 『ベルクソン「物質と記憶」を解剖する』（2016年、書肆心水）（ISBN 978-4-906917-60-0 C0010）[6]
- Considérations inactuelles : Bergson et la philosophie française du XIXe siècle (2017, Georg Olms Verlag, ISSN 1613-7388, ISBN 978-3-487-15609-5)
- 『ベルクソン「物質と記憶」を診断する』（2017年、書肆心水）（ISBN 978-4-906917-73-0 C0010）[7]
- Mécanique et mystique–Sur le quatrième chapitre des Deux source de la morale et de la religion de Bergson (2018, Georg Olms Verlag, ISSN 1613-7388, ISBN 978-3-487-15654-5)
- 『ベルクソン「物質と記憶」を再起動する』（2018年、書肆心水）（ISBN 978-4-906917-86-0 C0010）[8]
- 『風土（FUDO）から江戸東京へ』（2019年、EtoS報告書1、法政大学江戸東京研究センター）（ISBN 978-4-588-78012-7 C1352）[9][10]

（共著）
- 『自然観の展開と形而上学―西洋古代より現代まで―』（1988年、紀伊国屋書店）（ISBN-10: 4314005009；ISBN 9784314005005）[11]
- 『社会思想史』（1991年、法政大学通信教育部）（ISBN 978-6219860475）
- 『西洋哲学史（近代篇）―科学の形成と近代思想の展開』（1995年、ミネルヴァ書房）（ISBN 9784623025275）
- 『デカルト読本』（1998年、法政大学出版局）（ISBN 978-4-588-15030-2 (4-588-15030-8) C1010）[12][13]
- 『哲学の歴史８、社会の哲学』（2007年、中央公論新社）（ISBN 978-4-12-403525-4）
- 『哲学の歴史5、デカルト革命』（2007年、中央公論新社）（ISBN 978-4124035223）[3]
- 『国際日本学とは何か？－内と外からのまなざし』（2008年、三和書籍）（ISBN 978-4-86251-034-1 C3036）
- Repenser la nature – Dialogue philosophique, Europe, Asie, Amériques (2012, Presse de l’Université Laval, ISBN 978-2-7637-9950-6)
- Philosophie japonaise-le néant, le monde et le corps (2013, Textes clés, Vrin, ISSN 1639-4216, ISBN 978-2-7116-2479-9)
- Transplanter: une approche transdisciplinaire: art, médecine, histoire, biologie (2015, Hermann, ISBN 978-2-7056-8965-0)
- Milieux modernes et reflets japonais－Chemins philosophiques (2015, Hermann/Presse de l’Université Laval, ISBN 978-2-7056-7364-2)
- 『新・江戸東京研究: 近代を相対化する都市の未来』（2019年、EToS叢書、法政大学江戸東京研究センター）（ISBN 978-4-588-78011-0 C1352）
- 『現代フランス哲学入門』（2020年、ミネルヴァ書房)（ISBN 9784623084982）

（共訳書）
- ピエール・デュエム『物理理論の目的と構造』（1991年、勁草書房）（ISBN 978-4-326-10088-0）